# Clariane
Clariane ist eine französische Holding, die bis 2023 unter dem Namen Korian firmierte. Das Unternehmen betreibt in Frankreich, Deutschland, Italien, Belgien, Spanien, Großbritannien und den Niederlanden Pflegeeinrichtungen, Rehabilitationszentren für Senioren, Einrichtungen für Betreutes Wohnen und Ambulante Pflegedienste. In Deutschland und Belgien werden diese unter dem bisherigen Namen Korian betrieben.

## Geschichte Korian-Gruppe
Die heutige Korian-Gruppe entstand aus der Fusion der beiden französischen Seniorenheimbetreiber Finagest und Serience im Jahr 2003, deren Ziel es war, ein bedeutendes Unternehmen im Pflegesektor zu etablieren. Zunächst agierte das Unternehmen noch unter dem Namen Suren. Seitdem ist die Gruppe sowohl durch Zukäufe als auch durch die Gründung neuer Niederlassungen kontinuierlich gewachsen.
2006 wurden die Übernahme von Medidep und gleichzeitig der Börsengang von Korian erfolgreich abgeschlossen. Im Jahr darauf erwarb Korian sowohl Segesta, den zweitgrößten italienischen, als auch Phönix, den zehntgrößten deutschen Betreiber. Mit der Teilübernahme des deutschen Pflegeheimbetreibers Curanum 2013 vergrößerte Korian seinen Anteil am deutschen Markt weiter. Später, im Januar 2015, erwarb Korian dann 100 Prozent der Aktien der Curanum AG.
Im März 2014 stimmten die Aktionäre bei den gemeinsamen Hauptversammlungen von Korian und Medica der Fusion und Übernahme von Medica durch Korian zu. Mit dieser Transaktion wurde der am 18. November 2013 begonnene Zusammenschluss der beiden Unternehmen abgeschlossen.
Ende 2015 gab die Korian-Gruppe die Übernahme der deutschen Pflegeheimbetreiber Casa Reha, Evergreen, Sentivo und Helvita bekannt.
Im Mai 2016 kündigte Korian die Übernahme von Foyer de Lork an, einem flämischen Pflegeheim- und Seniorenheimunternehmen mit 1.200 Betten und einem Umsatz von 70 Millionen Euro. Mit dieser Akquisition ist Korian zum zweitgrößten Akteur der Branche in Belgien mit einem Umsatz in Höhe von 290 Mio. Euro geworden.
Ende 2018 erwarb die Korian-Gruppe die deutsche Pflegegruppe „Schauinsland“. Neben rund 350 Plätzen in der vollstationären Pflege an fünf Standorten betreibt Schauinsland einen ambulanten Pflegedienst sowie sieben Einrichtungen für Betreutes Wohnen.
Mit der Integration der andalusischen Seniors Gruppe im Januar 2019 gab die Korian-Gruppe ihren Einstieg in den spanischen Markt bekannt.
Im April 2019 erwarb die Korian-Gruppe das niederländische Unternehmen Stepping Stones, das in 12 Einrichtungen Patienten mit Alzheimer oder kognitiven Störungen in kleinen Wohneinheiten betreut.
Im April 2020 übernahm die Korian-Gruppe den Pflegebetrieb der QualiVita AG mit rund 800 vollstationären Pflegeplätzen, ambulanten Dienstleistungen und Tagespflege in Niedersachsen und Nordrhein-Westfalen.
Laut eigenen Angaben war Korian im Dezember 2020 mit einer Aufnahmekapazität von mehr als 470.000 Bewohnern und Patienten und ca. 56.000 Mitarbeitern in Frankreich, Deutschland, Italien, Belgien, Spanien und in den Niederlanden Europas führender privater Anbieter von Betreuungs- und Pflegedienstleistungen für Senioren. Der Konzern betreibt rund 890 Einrichtungen, davon 408 in Frankreich, 252 in Deutschland, 123 in Belgien, 58 in Italien, 15 in Spanien und 12 in den Niederlanden.
Seit 2023 lautet der Name der Gruppe Clariane.

## Aktivitäten
In Frankreich fokussiert Korian seine Aktivitäten vor allem in städtischen und stadtnahen Gebieten. In seinen Rehabilitationszentren verfolgt Korian das Ziel einer stärkeren Spezialisierung, um deren Effizienz zu steigern und sie bestmöglich in das bestehende Umfeld zu integrieren. In Frankreich etabliert Korian neue Versorgungsformen, die den Empfehlungen des nationalen Alzheimer-Plans entsprechen, u. a. in der Tages- und Kurzzeitpflege sowie bei geronto-psychiatrischen Angeboten. Korian entwickelt Positive Care – einen nichtmedikamentöse Therapieansatz – weiter, um die Versorgung von Menschen mit Alzheimer und anderen verwandten kognitiven Störungen in all diesen Einrichtungen zu verbessern und setzt erfolgreiche Projekte auch in den Tochterunternehmen der anderen Länder um. Zum 30. September 2020 betreibt die Clariane-Gruppe in Frankreich 408 Einrichtungen mit mehr als 31.000 Betten.
In Italien erwarb die Clariane-Gruppe im Juli 2007 Segesta mit Sitz in Mailand, Italien. Zum 30. September 2020 verfügt Korian in Italien über 58 Einrichtungen mit mehr als 6.000 Betten.
In Belgien verwaltet Korian zum 30. September 2020 123 Einrichtungen mit insgesamt 12.700 Betten.
In Deutschland erwarb Korian Ende September 2007 Phönix, ein Unternehmen mit Sitz in Bayern und damals zehntgrößter Betreiber in Deutschland. Im Jahr 2011 erwarb Phönix die Weidlich-Gruppe, zu der 7 Einrichtungen mit 697 Betten gehörten. 2013 begann Korian mit der Übernahme von Curanum. Anfang Januar 2015, erwarb Korian Evergreen, gefolgt durch die Übernahme von Casa Reha im November 2015. Zum 1. Februar 2025 verfügt Korian Deutschland über mehr als 230 Einrichtungen mit mehr als 25.000 Betten.
In Spanien erwarb die Korian-Gruppe Anfang des Jahres 2019 die Seniors Gruppe, einen Pflegeheimbetreiber in Andalusien mit mehr als 1.300 Betten. Zum 30. September 2020 verfügt Korian in Spanien über 15 Einrichtungen.
In den Niederlanden ist die Korian-Gruppe seit April 2019 durch den Pflegeanbieter Stepping Stones mit mehr als 260 Betten in 12 Einrichtungen vertreten.

## Korian in Deutschland
Die Holdinggesellschaft in Deutschland der Clariane-Gruppe ist die Korian Deutschland GmbH. Sie agiert unter dem Namen Korian Deutschland und hat ihren Sitz in München.
Korian Deutschland beschäftigt mehr als 23.000 Mitarbeiter, betreibt circa 230 Einrichtungen (Stand Februar 2025) mit mehr als 23.000 stationären Pflegeplätzen und rund 3.000 Apartments im Betreuten Wohnen.
Korian Deutschland ist in drei Kernbereichen aktiv: Stationäre Pflege, Betreutes Wohnen und Ambulante Pflegedienste. Darüber hinaus bietet Korian Deutschland auch eine Reihe weiterer Leistungen an: Tagespflege, Kurzzeitpflege, Verhinderungs- bzw. Urlaubspflege, Senioren-Wohngemeinschaften, Behindertenassistenzdienste, Betreuung von Demenzerkrankten, Palliativpflege und andere besondere Pflegeformen (z. B. Apalliker, Junge Pflege, MS-Patienten und Suchtkranke im Rahmen von SGB XII und COMO-Konzepte in Hessen).
Ebenfalls zum Unternehmen gehören 48 ambulante Pflegedienste mit rund 1.200 Kunden und eine steigende Zahl von Tagespflegeeinrichtungen. Der Pflegedienstleister eröffnete 2017 sechs neue Einrichtungen und plante für 2018 sieben weitere für Stationäre Pflege, COMO und Betreutes Wohnen.
Seit dem 16. Oktober 2023 leitet Rémi Boyer (CEO) als Vorstandsvorsitzender der Geschäftsführung die Korian Deutschland GmbH. Er ist Mitglied des Group Management Boards der Clariane-Gruppe. Weitere Geschäftsführer der Korian Deutschland GmbH sind: Christian Gharieb (Deputy CEO), Markus Scheitzach (CFO) und Dr. Marc de Savigny (CHRO).
Korian Deutschland bietet jährlich eine große Zahl von Ausbildungsplätzen in seinen Einrichtungen an. Insgesamt sind 2.000 Auszubildende bei Korian beschäftigt. Diese werden durch Praxisanleiter begleitet, die bei schulischen, praktischen oder fachlichen Fragen helfen und über das Unternehmen und seine Strukturen informieren. Zusätzlich bietet Korian im Rahmen der Korian Akademie für alle Berufsgruppen im Unternehmen Fortbildungen an.

## Aufsichtsrat
Seit Januar 2016 ist Sophie Boissard Vorstandsvorsitzende des Clariane-Konzerns. Außerdem sitzt sie der Clariane Foundation, der Forschungsstiftung des Clariane-Konzerns, vor. Weitere Mitglieder im Aufsichtsrat sind: Phillippe Garin (Finanzvorstand des Korian Konzerns), Didier Armangaud (Vorstand für Medizin, Ethik und Qualität der Korian S.A.) sowie Rémi Boyer (stellvert. CEO der Clariane S.A.).

## Aktionärsstruktur
Die Anteilseigner der Korian-Gruppe teilen sich zum Stand 31. Dezember 2020 wie folgt auf:
- 61,4 % Streubesitz
- 24,3 % Predica
- 7,7 % Malakoff Médéric Assurances
- 6,5 % PSP Investissements
- 0,1 % Treasury Shares

## Forschung: Korian Foundation & Korian Stiftung für Pflege und würdevolles Altern
Zu Korian gehört die „Korian Fondation“ mit Sitz in Paris. Korian hat die Stiftung ins Leben gerufen, um in der Gesellschaft ein stärkeres Bewusstsein für die Herausforderungen des Alterns zu schaffen. Gleichzeitig soll dadurch die Altersforschung nachhaltig unterstützt und gefördert werden. Die Korian Fondation arbeitet zusammen mit Gerontologen, Altenpflegern, Vertretern von Interessensverbänden, Zukunftsforschern und Senioren an Themen und Problematiken, die sich von den speziellen Bedürfnissen älterer Menschen ableiten lassen.
Die Stiftung kooperiert mit Forschungsinstituten und Universitäten in den Bereichen nicht-medikamentöse Therapien, Altersforschung und Tech-Innovationen. Fachthemen werden wissenschaftlich vertieft und der Einsatz von innovativen Konzepten durch wissenschaftliche Untersuchungen gefördert. Die Forschungsergebnisse werden der Wissenschaft, Akteuren des Pflegesektors sowie der interessierten Öffentlichkeit zur Verfügung gestellt. Seit 2015 veröffentlicht die Stiftung in regelmäßigen Abständen eine internationale Studie, in der der Alltag von Senioren (65+) in verschiedenen europäischen Ländern vergleichend untersucht wird. Die Studie bietet außerdem einen generationenübergreifenden Vergleich zur Wahrnehmung des Alterns (15- bis 64-Jährige) und untersucht verschiedene Lebensweisen und Definitionen des „Sich-Zuhause-Fühlens“.
In Deutschland gründete die Korian Deutschland AG im Februar 2020 die „Korian Stiftung für Pflege und würdevolles Altern“. Ziel der Stiftung ist es, Forschungsprojekte in der Altenpflege und dem Gesundheitswesen zu unterstützen.

## Kritik
Die Gewerkschaft ver.di kritisiert, dass die Umsatzrendite der Gruppe mit 14,1 % deutlich über der Marge vieler Industriekonzerne liege, was zu Outsourcing, Arbeitsverdichtung und einem Ausstieg aus Tarifverträgen führe. Der BIVA-Pflegeschutzbund kritisierte das Beteiligungsmodell des Konzerns für Mitarbeiter, da hiermit möglicherweise das Schweigen zu Problemen attraktiv und Whistleblowing unattraktiv gemacht werde.
Angestellte des Seniorenpflegeheims Bettinahof in Frankfurt am Main berichteten von schweren Mängeln wie fehlendem Pflegematerial wie Windeln und Wäsche sowie von Bewohnern, die den ganzen Tag in ihren Ausscheidungen gelegen hätten oder unbekleidet auf der Straße oder in der Einrichtung herumgelaufen seien. Das Arbeitsklima sei von „Erniedrigung, Einschüchterung und Geschrei“ geprägt und es herrsche Überlastung der Mitarbeiter. Bei Kritik werde mit der Kündigung gedroht. Nach engmaschiger Kontrolle durch die zuständige Aufsicht 2021 sei „eine deutliche Verbesserung der Betreuung und Pflege der Bewohnenden festgestellt“ worden.
Auch im Haus Phönix in Ziegenhain gab es 2022 nach Bewohnerbeschwerden eine engmaschige Begleitung durch die örtlichen Betreuungs- und Pflegeaufsicht.
In der neusten Folge von Team Wallraf sieht man wie Menschen in Pflegeheimen misshandelt werden (in Form von Ohrfeigen) und es sogar zu einer Anzeige kommt.